# Jamina Gerl
Jamina Gerl (* 19. August 1986 in Bonn) ist eine deutsche Pianistin.

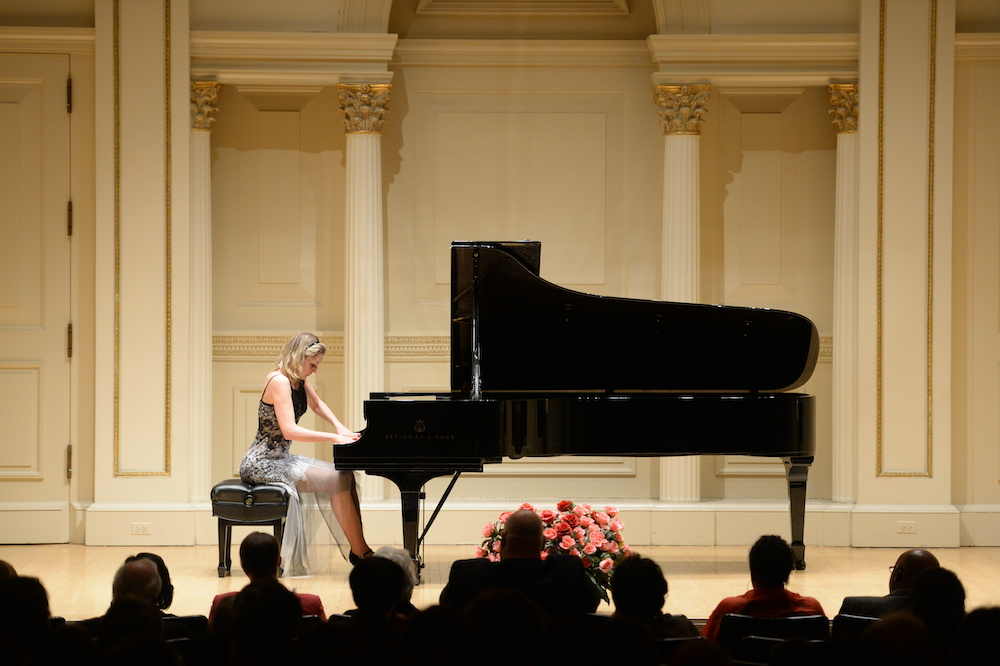
Jamina Gerl in der Carnegie Hall, 2014

## Leben und Wirken
Angeregt durch das Klavierspiel ihrer Mutter, entwickelte Jamina Gerl früh ein Interesse an Musik und speziell am Klavier. Ihren ersten Klavierunterricht erhielt sie mit 5 Jahren. Wenige Jahre später begann sie mit dem Geigenunterricht und nahm mit beiden Instrumenten erfolgreich an Jugendwettbewerben teil. 1997 wurde sie in das Begabtenförderungsprogramm „Studienvorbereitende Ausbildung“ der städtischen Musikschule Bonn aufgenommen. Mit 12 Jahren begann ihr Klavierunterricht bei Roswitha Gediga, ihrer späteren Professorin an der Kölner Musikhochschule. 2002 bestand sie im Alter von 15 Jahren die Aufnahmeprüfung für die Künstlerische Instrumentalausbildung im Hauptfach Klavier an der Hochschule für Musik und Tanz Köln und begann ihr Musikstudium, das sie 2009 mit dem Diplom abschloss (Nebenfach: Kammermusik).
Von 2009 bis 2012 führte ihre weitere Ausbildung sie in die USA. Sie studierte mit einem Vollstipendium „Piano Performance“ an der University of Alaska in Fairbanks bei Eduard Zilberkant und schloss mit dem Master of Arts ab (Nebenfach: Kammermusik). Anschließend studierte sie an der Katholischen Universität von Amerika in Washington im Doktorratsstudiengang in der Klasse von Nikita Fitenko. Weitere musikalische Impulse erhielt sie durch Paul Badura-Skoda, Menahem Pressler, Jerome Rose, Massimiliano Ferrati und Rose Marie Zartner.
Solistische Bühnenengagements brachten sie u. a. nach Großbritannien, Italien und in die Schweiz, in die USA sowie nach China und Japan. Sie gastierte bei Festivals, wie z. B. dem Klavierfestival Ruhr, Schleswig-Holstein Musik Festival, Beethovenfest Bonn, Mosel Musikfestival, Bayreuther Osterfestival. Hörfunkproduktionen entstanden mit dem Deutschlandfunk, mdr, Deutschlandfunk Kultur und dem WDR.
Seit sie als studentische Assistentin in den USA erstmals unterrichtete, besteht ihr Interesse an der musikalischen Ausbildung. Seitdem ist sie auch als Musik- und Klavierlehrerin tätig; an Akademien, Musikschulen und Gymnasien ebenso wie seit 2013 in ihrem eigenen Klavierstudio in Bonn. Im Jahr 2019 begann sie verschiedene Fortbildungen zum Themenschwerpunkt „Musik und Gesundheit“, um Lösungsansätze für die Integration gesundheitsfördernder Maßnahmen in die Ausbildung des musikalischen Nachwuchses sowie in die Beratung von Profimusikern zu finden. Seitdem ist sie auch als Auftrittscoach für musikalische Kollegen und als Karrierementorin für Nachwuchsmusiker aktiv.

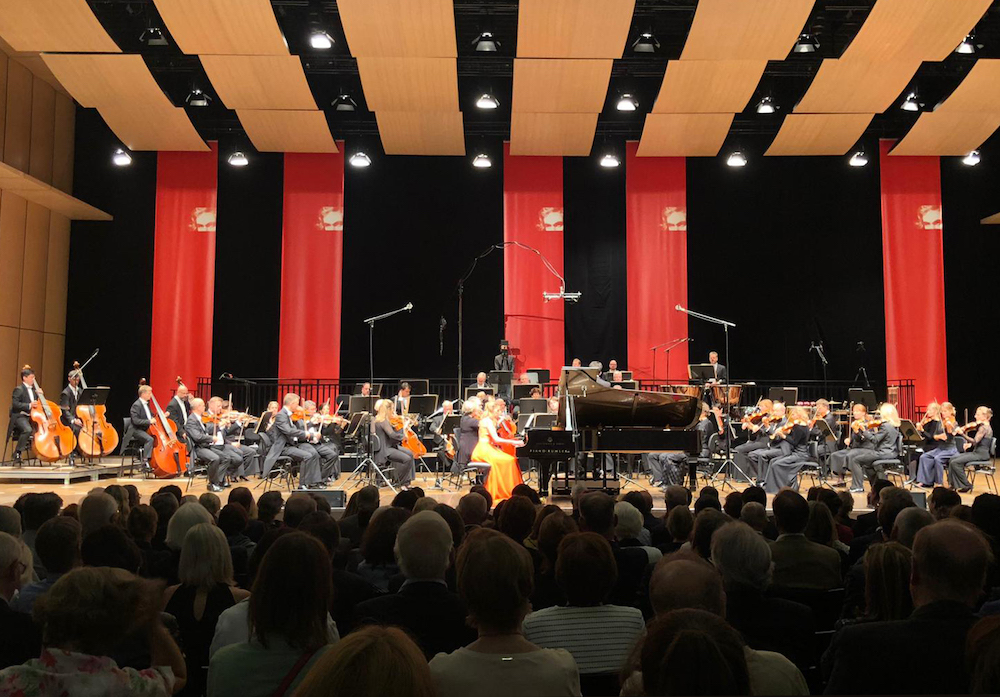
Jamina Gerl mit dem Robert-Schumann-Philharmonie-Orchester auf dem Beethovenfest 2019, Bonn

## Wettbewerbe, Auszeichnungen und Nominierungen
- 1992–2002: Klavier-Wettbewerbe „Jugend musiziert“ – 1. und 2. Preise[16]
- 1999: Bach-Klavier-Wettbewerb Köthen – Förderpreis[17]
- 2000: Münchner Klavierpodium der Jugend – Preisträgerin[18]
- 2006: Wartburg-Klavierwettbewerb Eisenach – Diplom[19]
- 2006: A.M.A. Calabria Piano Competition – Ehrendiplom[20]
- 2006: Mauro Paolo Monopoli Prize – Diplom[21]
- 2010: Fairbanks Symphony Orchestra Concerto Competition – Preisträgerin[22]
- 2013: International Shining Stars Rachmaninoff Competition – 1. Preis[23]
- 2014: American Protégé Concerto Competition – 1. Preis[24]
- 2014: International Keyboard Institute & Festival – 1. Preis[25]
- 2015: Kultureller Förderpreis für darstellende & ausübende Kunst – Preisträgerin[26]
- 2017: Adolf-Klima-Preis – Preisträgerin[27]
- 2020: Opus-Klassik-Musikpreis – Nominierung in drei Kategorien[28]

## Diskografie

### Studioalben
- Pfohl: Strandbilder, Suite Élégiaque, Hagbart (2019, Naxos)[29]
- Werke von Bach, Schumann, Liszt (2019, Tyxart)[30]
- Wanderer - Werke von Mendelssohn, Liszt, Schostakowitsch, Chabrier, Debussy (2016, Tyxart)[31]

### Kompilationen
- 30 Jahre Klavier-Festival Ruhr – Vive la France (Debussy & Saint-Saëns) (2019, Cavi)[32]